# Dragan Capitanich
Dragan Capitanich (Presidencia Roque Sáenz Peña, Chaco, 13 de julio de 1990) es un exjugador de básquetbol argentino que actuaba en la posición de base.
Integró el plantel de la selección de Chaco que conquistó el Campeonato Argentino de Básquet de 2012, jugando junto a otras figuras del baloncesto argentino como Christian Schoppler, Rubén Wolkowyski y los hermanos Luis Cequeira y Martín Cequeira.
Muy hábil para el donqueo, ganó el Torneo de Volcadas de la LNB organizado como parte del Juego de las Estrellas de la Liga Nacional de Básquet 2009.

## Trayectoria

### Clubes
| Club                        | País      | Año         |
| --------------------------- | --------- | ----------- |
| Quilmes de Mar del Plata    | Argentina | 2008 - 2011 |
| Asociación Italiana Charata | Argentina | 2011 - 2012 |
| Alma Juniors                | Argentina | 2012 - 2013 |
| Red Star BBC                | Argentina | 2013 - 2014 |
| Tiro Federal de Morteros    | Argentina | 2014 - 2015 |
| Unión de Goya               | Argentina | 2015 - 2016 |
| Acción                      | Argentina | 2016 - 2022 |
| Morava                      | Argentina | 2023        |

## Selección nacional
Capitanich disputó la Copa Saludcoop Internacional de 2007, reservada a selecciones nacionales de la categoría sub-17.